# سيدي قاسم
سيدي قاسم هي مدينة مغربية صغيرة المساحة تقع في شمال غرب المملكة وتقع قرب مدينتي القنيطرة ومكناس وتعرف بمدينة (البصرة) المغربية وفيها موقع البصرة التاريخي.

## تأسيس المدينة
يعود تأسيس مدينة سيدي قاسم إلى سنة 1699 ميلادية[بحاجة لمصدر]، عندما قامت قبيلة السفيان في القرن الثامن عشر ببناء ضريح دفينهم سيدي قاسم بوعسرية على الضفة اليسرى لواد ارضم في مدخل باب تيسرة. ومن هنا بدأت تتشكل النواة الأولى للتجمع السكني لهذه المدينة. وقد تعززت هذه النشأة بإقدام السلطان مولاي إسماعيل (1672- 1727م) ببناء قصبة البواخر قرب ضريح سيدي قاسم بوعسرية حيث استوطن هناك خمسون (50) جنديا من عبيد البخاري، وقد كانت هذه القصبة بمثابة ثكنة عسكرية على أبواب باب تيسرة كأحد أهم الممرات لطريق السلطان. وبهذا أصبحت سيدي قاسم تؤدي وظيفة ثلاثية : اقتصادية ودينية وعسكرية.
أما المنطقة الذي توجد بها المدينة حاليا فقد عرفت باسم (ظهر الشماخ) نسبة إلى مقر اجتماع كبار أهل القبيلة المعروفين بالشماخ، حيث كانوا يخططون في وسائل الدفاع ضد القبائل المجاورة. وقد ذهب البعض إلى ذكر سبب هذه التسمية نسبة لأبي جرير الشماخ ذلك الأموي الذي دس السم إدريس الأزهر لما هرب من زرهون ووصل جبل عين بودرى أعطى لهذه المنطقة بظهره متوجها لوجدة فسمي المكان بظهر الشماخ ويقصدون بالمكان الذي ظهر فيه واتجه شرقا. ومع تعاقب السنين أصبح مكان تجمعهم هذا يعرف ب (أكبار) أو كبار الذي يعني مكان التجمع باللغة الأمازيغية أو الجماعة وقد سميت المدينة بهذا الاسم الذي ما زال متداولا لدى سكان البادية لحد الساعة.

## أعلام
- نجاة أنور
- قاسم الغزالي
- عزيز العامري
- بادو الزاكي
- محمد عزيز